# Wyschtscha Liha 1992
Die Wyschtscha Liha 1992 (ukrainisch Вища ліга) war die 1. Auflage der höchsten ukrainischen Spielklasse im Männerfußball nach der Unabhängigkeit von der Sowjetunion. Die Spielzeit begann am 6. März 1992 und endete mit dem Finale am 21. Juni 1992.

## Modus
Da für die kommende Saison eine Umstellung auf den Herbst-Frühjahrs-Modus beschlossen wurde, gab es eine verkürzte Saison. Die zwanzig Mannschaften, aufgeteilt in zwei Gruppen, spielten jeweils zweimal gegeneinander; einmal zu Hause und einmal auswärts. Damit bestritt jede Mannschaft 18 Spiele. Die beiden Gruppensieger bestritten das Finale um die Meisterschaft. Außerdem spielten die beiden Gruppenzweiten um den dritten Platz. Die letzten drei jeder Gruppe stiegen in die Perscha Liha ab.

## Vereine
| Verein                       | Stadt           | Stadion                       | Kapazität |
| ---------------------------- | --------------- | ----------------------------- | --------- |
| Metalist Charkiw             | Charkiw         | Metalist-Stadion              | 38.633    |
| Schachtar Donezk             | Donezk          | Zentralstadion Schachtar      | 31.718    |
| Tschornomorez Odessa         | Odessa          | Zentralstadion Tschornomorez  | 28.164    |
| Karpaty Lwiw                 | Lemberg         | Ukrajina-Stadion              | 28.051    |
| Ewis Mykolajiw               | Mykolajiw       | Zentralstadion Mykolajiw      | 25.175    |
| Dnipro Dnipropetrowsk        | Dnipropetrowsk  | Meteorstadion                 | 24.381    |
| Sorja Luhansk                | Luhansk         | Awanhard-Stadion              | 22.320    |
| Tawrija Simferopol           | Simferopol      | RSC Lokomotiv Stadion         | 19.978    |
| Nywa Winnyzja                | Winnyzja        | Lokomotiv Stadion             | 17.000    |
| Dynamo Kiew                  | Kiew            | Dynamo Stadion                | 16.873    |
| Nywa Ternopil                | Ternopil        | Zentralstadion                | 15.150    |
| SK Odessa                    | Odessa          | SKA Stadion                   | 15.000    |
| Prikarpattja Iwano-Frankiwsk | Iwano-Frankiwsk | Elektron Stadion              | 15.000    |
| FSK Bukowina Czernowitz      | Czernowitz      | Bukowina-Stadion              | 12.000    |
| Metalurh Saporischschja      | Saporischschja  | Zentralstadion Saporischschja | 11.983    |
| Wolyn Luzk                   | Luzk            | Awanhard-Stadion              | 11.574    |
| Kremin Krementschuk          | Krementschuk    | Dnipro Stadion                | 11.300    |
| Temp Schepetiwka             | Schepetiwka     | Temp Stadion                  | 08.000    |
| Torpedo Saporischschja       | Saporischschja  | AvtoZAZ Stadion               | 06.619    |
| Naftowyk Ochtyrka            | Ochtyrka        | Naftowik Stadion              | 05.256    |

## Gruppe A

### Tabelle
| Pl. | Verein                  | Sp. | S  | U | N  | Tore    | Diff. | Punkte |
| --- | ----------------------- | --- | -- | - | -- | ------- | ----- | ------ |
| 1.  | Tawrija Simferopol      | 18  | 11 | 6 | 1  | 030:900 | +21   | 28:80  |
| 2.  | Schachtar Donezk        | 18  | 10 | 6 | 2  | 031:100 | +21   | 26:10  |
| 3.  | Tschornomorez Odessa    | 18  | 9  | 7 | 2  | 030:120 | +18   | 25:11  |
| 4.  | Torpedo Saporischschja  | 18  | 6  | 7 | 5  | 021:160 | +5    | 19:17  |
| 5.  | Metalurh Saporischschja | 18  | 6  | 6 | 6  | 020:190 | +1    | 18:18  |
| 6.  | Karpaty Lwiw            | 18  | 5  | 6 | 7  | 015:180 | −3    | 16:20  |
| 7.  | Kremin Krementschuk     | 18  | 4  | 8 | 6  | 017:230 | −6    | 16:20  |
| 8.  | Nywa Winnyzja           | 18  | 5  | 4 | 9  | 018:330 | −15   | 14:22  |
| 9.  | Ewis Mykolajiw          | 18  | 3  | 4 | 11 | 012:290 | −17   | 10:26  |
| 10. | Temp Schepetiwka        | 18  | 2  | 4 | 12 | 009:340 | −25   | 08:28  |

### Kreuztabelle
| 1992 Gruppe A           |     | Schachtar Donezk |     | Torpedo Saporischschja | Metalurh Saporischschja | Karpaty Lwiw | Kremin Krementschuk | Nywa Winnyzja | Ewis Mykolajiw | Temp Schepetiwka |
| ----------------------- | --- | ---------------- | --- | ---------------------- | ----------------------- | ------------ | ------------------- | ------------- | -------------- | ---------------- |
| Tawrija Simferopol      |     | 1:1              | 1:0 | 2:0                    | 2:1                     | 1:0          | 3:0                 | 4:1           | 1:0            | 6:0              |
| Schachtar Donezk        | 0:0 |                  | 0:0 | 0:0                    | 2:0                     | 1:0          | 2:0                 | 5:0           | 2:0            | 2:0              |
| Tschornomorez Odessa    | 0:0 | 3:0              |     | 2:1                    | 2:0                     | 2:2          | 1:1                 | 6:0           | 2:1            | 3:1              |
| Torpedo Saporischschja  | 1:1 | 1:2              | 0:2 |                        | 3:0                     | 2:1          | 0:0                 | 4:0           | 2:0            | 2:0              |
| Metalurh Saporischschja | 2:2 | 1:1              | 1:1 | 0:1                    |                         | 1:1          | 1:0                 | 4:1           | 2:0            | 3:1              |
| Karpaty Lwiw            | 0:2 | 1:0              | 2:1 | 0:0                    | 0:0                     |              | 1:1                 | 2:1           | 2:0            | 2:0              |
| Kremin Krementschuk     | 1:1 | 2:3              | 1:1 | 1:1                    | 0:1                     | 1:0          |                     | 1:0           | 2:1            | 1:1              |
| Nywa Winnyzja           | 0:1 | 0:0              | 0:0 | 3:1                    | 1:1                     | 3:0          | 4:2                 |               | 2:0            | 0:0              |
| Ewis Mykolajiw          | 1:2 | 1:6              | 1:2 | 1:1                    | 1:0                     | 1:1          | 0:0                 | 2:1           |                | 1:0              |
| Temp Schepetiwka        | 1:0 | 0:4              | 0:2 | 1:1                    | 0:2                     | 1:0          | 2:3                 | 0:1           | 1:1            |                  |

## Gruppe B

### Tabelle
| Pl. | Verein                       | Sp. | S  | U | N  | Tore    | Diff. | Punkte |
| --- | ---------------------------- | --- | -- | - | -- | ------- | ----- | ------ |
| 1.  | Dynamo Kiew                  | 18  | 13 | 4 | 1  | 031:130 | +18   | 30:60  |
| 2.  | Dnipro Dnipropetrowsk        | 18  | 10 | 3 | 5  | 026:150 | +11   | 23:13  |
| 3.  | Metalist Charkiw             | 18  | 8  | 5 | 5  | 021:160 | +5    | 21:15  |
| 4.  | Nywa Ternopil                | 18  | 8  | 5 | 5  | 016:120 | +4    | 21:15  |
| 5.  | Wolyn Luzk                   | 18  | 8  | 2 | 8  | 024:210 | +3    | 18:18  |
| 6.  | FSK Bukowina Czernowitz      | 18  | 7  | 4 | 7  | 017:160 | +1    | 18:18  |
| 7.  | Sorja-MALS Luhansk           | 18  | 6  | 5 | 7  | 023:230 | ±0    | 17:19  |
| 8.  | Naftowyk Ochtyrka            | 18  | 5  | 3 | 10 | 012:280 | −16   | 13:23  |
| 9.  | Prikarpattja Iwano-Frankiwsk | 18  | 3  | 6 | 9  | 009:180 | −9    | 12:24  |
| 10. | SK Odessa                    | 18  | 3  | 1 | 14 | 015:320 | −17   | 07:29  |

### Kreuztabelle
| 1992 Gruppe B                | Dynamo Kiew | Dnipro Dnipropetrowsk |     | Nywa Ternopil | Wolyn Luzk | Bukowina Czernowitz | Sorja-MALS Luhansk | Naftowyk Ochtyrka | Prikarpattja Iwano-Frankiwsk | SK Odessa |
| ---------------------------- | ----------- | --------------------- | --- | ------------- | ---------- | ------------------- | ------------------ | ----------------- | ---------------------------- | --------- |
| Dynamo Kiew                  |             | 2:2                   | 2:1 | 1:0           | 2:0        | 1:0                 | 2:1                | 1:0               | 2:0                          | 4:2       |
| Dnipro Dnipropetrowsk        | 0:1         |                       | 2:1 | 4:1           | 3:0        | 0:1                 | 2:0                | 2:0               | 1:0                          | 4:3       |
| Metalist Charkiw             | 2:1         | 1:0                   |     | 0:0           | 3:1        | 0:0                 | 1:0                | 2:0               | 1:0                          | 0:2       |
| Nywa Ternopil                | 0:2         | 1:0                   | 1:1 |               | 2:0        | 1:0                 | 2:0                | 2:0               | 2:0                          | 1:0       |
| Wolyn Luzk                   | 2:3         | 1:0                   | 3:1 | 1:0           |            | 2:0                 | 2:0                | 3:0               | 1:1                          | 3:0       |
| FSK Bukowina Czernowitz      | 0:0         | 1:2                   | 0:1 | 2:1           | 2:1        |                     | 3:1                | 3:0               | 0:0                          | 3:1       |
| Sorja-MALS Luhansk           | 1:1         | 1:1                   | 2:2 | 1:1           | 2:1        | 2:1                 |                    | 3:0               | 4:0                          | 1:0       |
| Naftowyk Ochtyrka            | 1:3         | 0:1                   | 1:0 | 0:0           | 2:1        | 0:0                 | 2:2                |                   | 1:0                          | 3:1       |
| Prikarpattja Iwano-Frankiwsk | 0:0         | 0:1                   | 1:1 | 0:0           | 0:0        | 0:1                 | 2:1                | 4:1               |                              | 1:0       |
| SK Odessa                    | 1:3         | 1:1                   | 0:3 | 0:1           | 0:2        | 3:0                 | 0:1                | 0:1               | 1:0                          |           |

## Playoff 3. Platz
| Datum    |                       | Ergebnis |                  |
| -------- | --------------------- | -------- | ---------------- |
| 20. Juni | Dnipro Dnipropetrowsk | 3:2      | Schachtar Donezk |

## Playoff-Meisterschaft
| Datum    |                    | Ergebnis |             |
| -------- | ------------------ | -------- | ----------- |
| 21. Juni | Tawrija Simferopol | 1:0      | Dynamo Kiew |

## Die Meistermannschaft von Tawrija Simferopol
| 1. | Tawrija Simferopol |
|    | - Tor: Oleh Kolesow (19/–), Dmitryj Gulenkow (1/–) - Abwehr: Mykola Turtschyneko (19/–), Oleksandr Holowko (18/–), Ihor Wolkow (17/1), Vidmantas Vyšniauskas (15/–), Jurij Hetikow (14/–), Sefer Alibajew (9/–), Serhij Woroneschskyj (7/–), Dmitrij Smirnow (5/–) - Mittelfeld: Andrij Oparin (19/1), Wladislaw Nowikow (18/1), Jurij Michajlus (2/–), Olexandr Kundenok (2/–), Serhij Jesin (1/–) - Sturm: Serhij Gladyschew (19/6), Jurij Hudymenko (18/12), Serhij Schewtschenko (18/8), Sergej Andrejew (15/2), Taljat Schejchamentow (7/–), Marat Mulaschew (2/–) - Trainer: Anatolij Zajajew |

## Torschützenliste
| Pl. | Name                 | Team                   | Tore |
| --- | -------------------- | ---------------------- | ---- |
| 1.  | Jurij Hudymenko      | Tawrija Simferopol     | 12   |
| 2.  | Tymerlan Hussejnow   | Sorja-MALS Luhansk     | 11   |
| 3.  | Iwan Hezko           | Tschornomorez Odessa   | 10   |
| 3.  | Serhij Rebrow        | Schachtar Donezk       | 10   |
| 5.  | Olexandr Sajez       | Torpedo Saporischschja | 09   |
| 6.  | Serhij Schewtschenko | Tawrija Simferopol     | 08   |